# 資源ごみ
資源ごみ（しげんごみ）は、一般に再資源化が可能なごみの総称。主に缶・ペットボトル・瓶・紙類・電池・金属塊など。資源ごみは特定の業者に持っていくことによって換金できるものもあり（缶・紙類）、ホームレスの生活費稼ぎの一つにもなっているほか、学校や地域コミュニティで持ち込み募金・車椅子寄贈などを行っているところもある。

## 持ち去り行為問題
指定の回収業者以外の個人もしく業者が資源ごみを回収する行為、通称『持ち去り屋』が市の財政減少に繋がるとして問題となっている。ただしごみ集積所のごみを散乱させるなど悪質行為をする者がいる一方、持ち去り行為を規制することでホームレスの収入源を奪う事にもなるため、都市条例での罰則を適用しようとする方向がある一方で反対運動も起こるなど難航している。

## 燃やすしかないゴミ
ゴミ箱の「可燃ゴミ」を「燃やすしかないゴミ」という名称に変更することで、環境保護の意識向上を図る動きもある。